# Lista dinozaurów G-O
Alfabetyczna lista polskich nazw rodzajowych zwierząt uznawanych obecnie za dinozaury (z wyjątkiem ptaków). W przypadku braku polskiej nazwy dinozaur jest tu wymieniony pod nazwą systematyczną.

## G
- Galeamopus[1]
- Galleonosaurus[2]
- gallimim (Gallimimus)[3]
- galweozaur (Galveosaurus)
- Gandititan[4]
- Gannansaurus[5]
- Ganzhousaurus[6]
- gargojleozaur (Gargoyleosaurus)[7]
- Garrigatitan[8]
- garudimim (Garudimimus)
- Garumbatitan[9]
- gasparinizaura (Gasparinisaura)[10]
- Gastonia[11]
- gazozaur (Gasosaurus)
- Geminiraptor[12]
- geniodektes (Genyodectes)
- genuzaur (Genusaurus)
- geranozaur (Geranosaurus)
- Gideonmantellia[13]
- giganotozaur (Giganotosaurus)[14]
- Gigantoraptor[15]
- gigantozaur (Gigantosaurus)

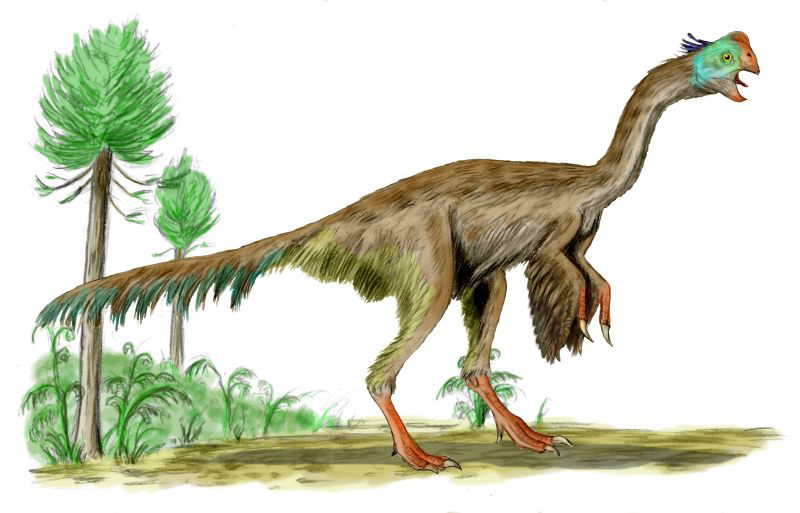
gigantoraptor

- gigantspinozaur (Gigantspinosaurus)
- gilmorozaur (Gilmoreosaurus)[16]
- Giraffatitan[17][18]
- glacjalizaur (Glacialisaurus)[19]
- Glishades[20]
- Glyptodontopelta[21]
- Gnathovorax[22]
- Gobiceratops
- Gobihadros[23]
- Gobiraptor[24]
- gobitytan (Gobititan)
- Gobivenator[25]
- gobizaur (Gobisaurus)
- godzirazaur (Gojirasaurus)[26]
- gojocefal (Goyocephale)[27]
- gondwanatytan (Gondwanatitan)[28]
- gongbuzaur (Gongbusaurus)
- Gongpoquansaurus[29]
- Gongxianosaurus
- Gonkoken[30]
- gorgozaur (Gorgosaurus)
- Graciliceratops[31]
- Graciliraptor[32]
- grawitol (Gravitholus)
- Gremlin[33]
- Gryphoceratops[34]
- Gryponyx
- grypozaur (Gryposaurus)
- guajbazaur (Guaibasaurus)[35]
- Gualicho[36]
- Guanlong[37]
- Guemesia[38]

## H
- hadrozaur (Hadrosaurus)[39]
- Haestasaurus[40]
- hagryf (Hagryphus)
- Halszkaraptor[41]
- haltikozaur (Halticosaurus)
- Hamititan[42]
- hansuezja (Hanssuesia)
- Haplocheirus[43]

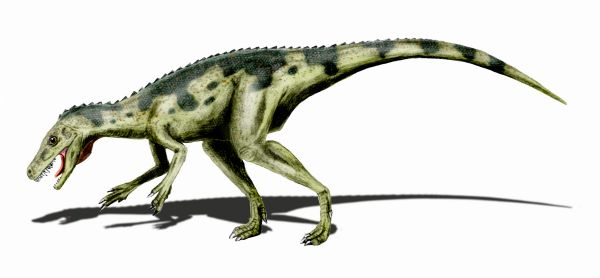
herrerazaur

- haplokantozaur (Haplocanthosaurus)
- Harenadraco[44]
- harpymim (Harpymimus)[45]
- Haya[46]
- hejszanzaur (Heishansaurus)
- Helioceratops[47]
- Heptasteornis
- herrerazaur (Herrerasaurus)
- Hesperonychus
- Hesperonyx[48]
- Hesperornithoides[49]
- hesperozaur (Hesperosaurus)
- heterodontozaur (Heterodontosaurus)[50]

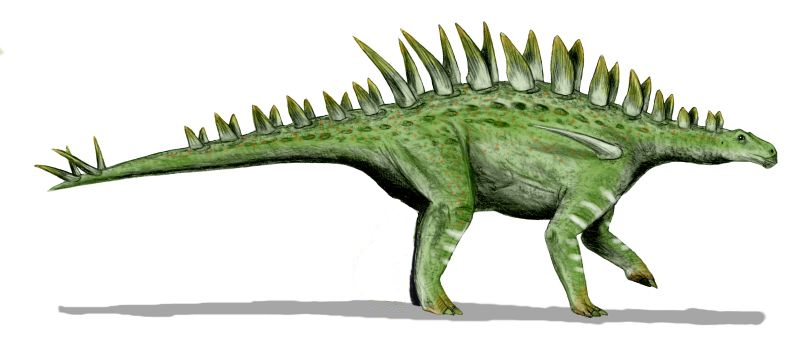
Huajangozaur

- Hexing[51]
- Hexinlusaurus[52]
- Heyuannia[53]
- hileozaur (Hylaeosaurus)
- hipakrozaur (Hypacrosaurus)
- Hippodraco[54]
- hipselozaur (Hypselosaurus)
- hipsybema (Hypsibema)
- hipsylofodon (Hypsilophodon)
- hisanohamazaur (Hisanohamasaurus)
- histriazaur (Histriasaurus)
- homalocefal (Homalocephale)[55]

- hongszanozaur (Hongshanosaurus)
- hoplitozaur (Hoplitosaurus)
- Horshamosaurus[56]
- huabeizaur (Huabeisaurus)
- Huadanosaurus[57]
- huajangozaur (Huayangosaurus)
- Hualianceratops[58]
- Huallasaurus[59]
- Huanansaurus[60]
- huanghetytan (Huanghetitan)
- Huangshanlong[61]
- Huaxiagnathus[62]
- Huaxiaosaurus[63]
- Huaxiazhoulong[64]
- hudiezaur (Hudiesaurus)
- Huehuecanauhtlus[65]
- Huinculsaurus[66]
- Hulsanpes[67]
- hungarozaur (Hungarosaurus)
- Huxleysaurus[68]
- Hypnovenator[69]
- Hypselospinus[70]

## I

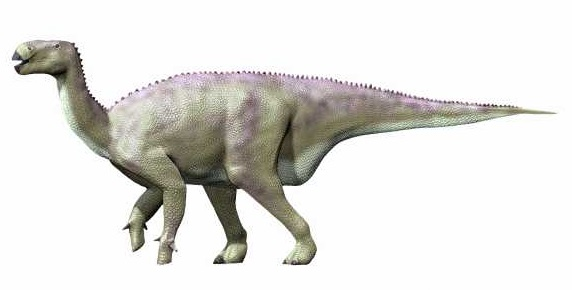
iguanodon

- Iani[71]
- Iberospinus[72]
- Ibirania[73]
- Ichthyovenator[74]
- Igai[75]
- Ignavusaurus[76]
- Iguanacolossus[54]
- iguanodon (Iguanodon)[77]
- iliozuch (Iliosuchus)[78]
- ilokelezja (Ilokelesia)[79]
- Imperobator[80]
- Inawentu[81]
- Incisivosaurus[82]
- indozaur (Indosaurus)
- indozuch (Indosuchus)
- Ingentia[83]
- inozaur (Inosaurus)
- Invictarx[84]
- Irisosaurus[85]
- Irritator[86]
- Isaberrysaura[87]
- isanozaur (Isanosaurus)[88]
- Isasicursor[89]
- Ischioceratops[90]
- ischirozaur (Ischyrosaurus)
- isizaur (Isisaurus)[91]
- Issi[92]
- Itapeuasaurus[93]
- itemir (Itemirus)
- Iyuku[94]

## J

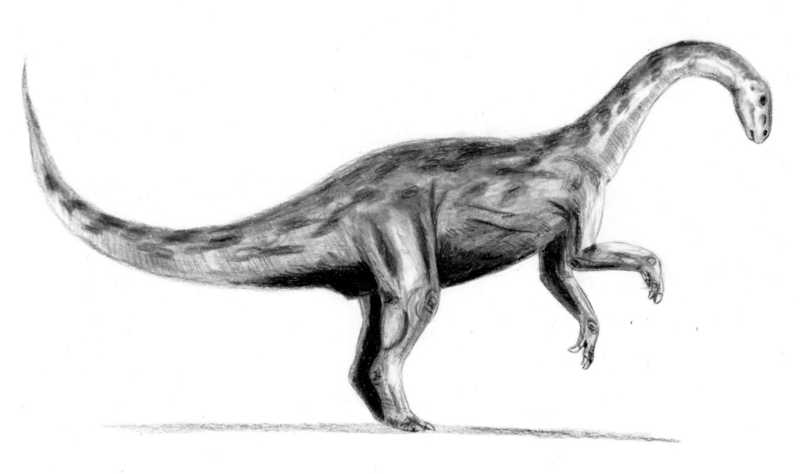
junnanozaur

- Jaculinykus[95]
- Jakapil[96]
- Jaklapallisaurus[97]
- jaksartozaur (Jaxartosaurus)
- jamaceratops (Yamaceratops)[98]
- janenszja (Janenschia)
- jangczuanozaur (Yangchuanosaurus)
- jawerlandia (Yaverlandia)
- Jeholosaurus[99]
- Jeyawati[100]
- Jianchangosaurus[101]
- Jiangjunosaurus
- Jiangxisaurus[102]
- Jiangxititan[103]
- Jianianhualong[104]
- Jinbeisaurus[105]
- Jinchuanloong[106]
- Jinfengopteryx
- Jingiella[107][108]
- Jintasaurus[109]
- Jinyunpelta[110]
- Jinzhousaurus[111]
- jinlong (Yinlong)[112]
- Jiutaisaurus
- jobaria (Jobaria)[113]
- Judiceratops[114]
- junnanozaur (Yunnanosaurus)
- Juratyrant[115]
- jurawenator (Juravenator)[116]
- jutikozaur (Iuticosaurus)

## K
- Kaatedocus[117]
- Kaijutitan[118]
- kajdziengozaur (Kaijiangosaurus)
- kakuru (Kakuru)
- kalamozaur (Calamosaurus)
- kelowozaur (Callovosaurus)
- kamarazaur (Camarasaurus)
- kamelotia (Camelotia)
- kampozaur (Camposaurus)
- kamptozaur (Camptosaurus)
- kampylodonisk (Campylodoniscus)
- Kamuysaurus[119]
- kangnazaur (Kangnasaurus)
- Kansaignathus[120]
- kapitalzaur (Capitalsaurus)

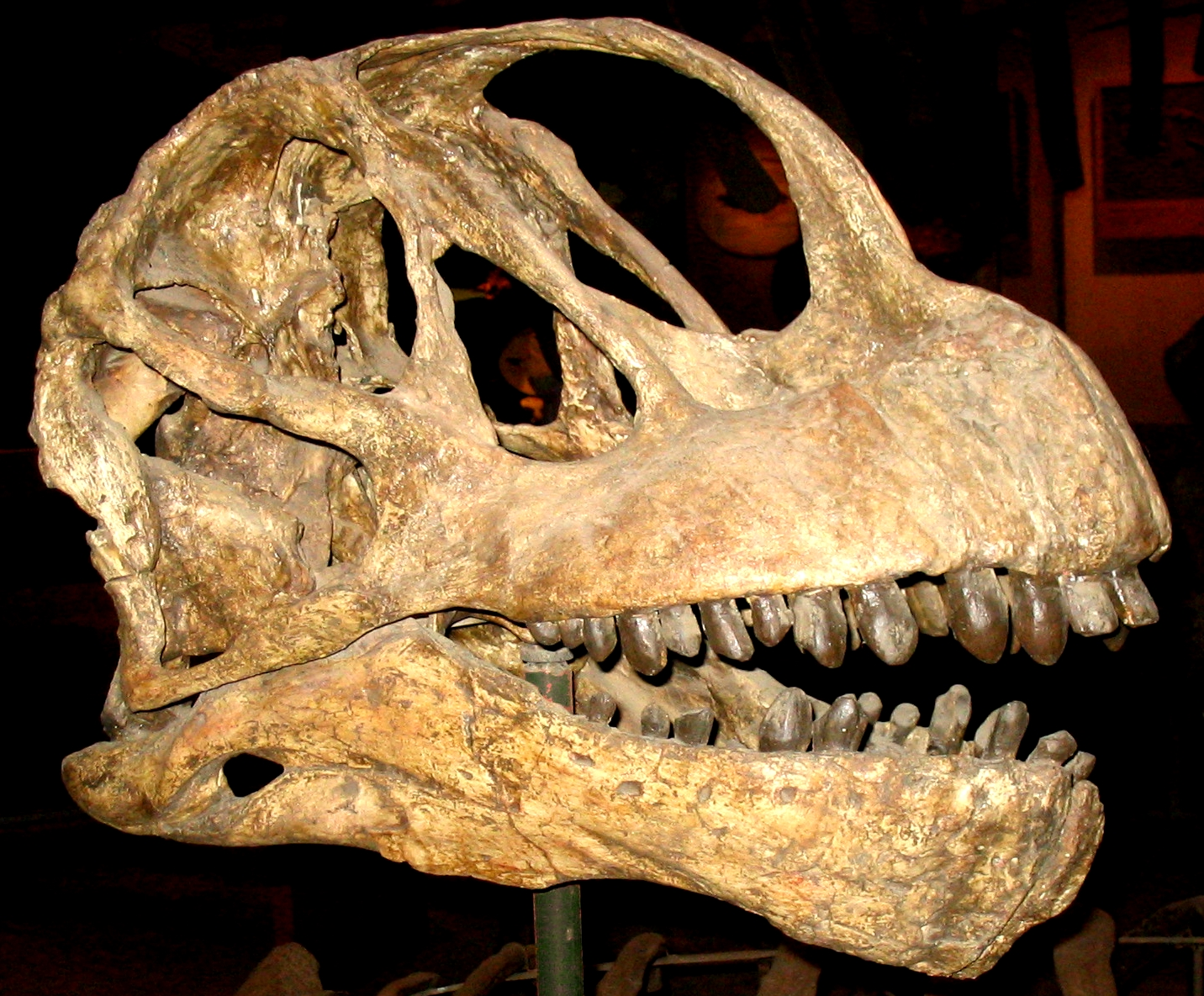
czaszka kamarazaura

- karcharodontozaur (Carcharodontosaurus)

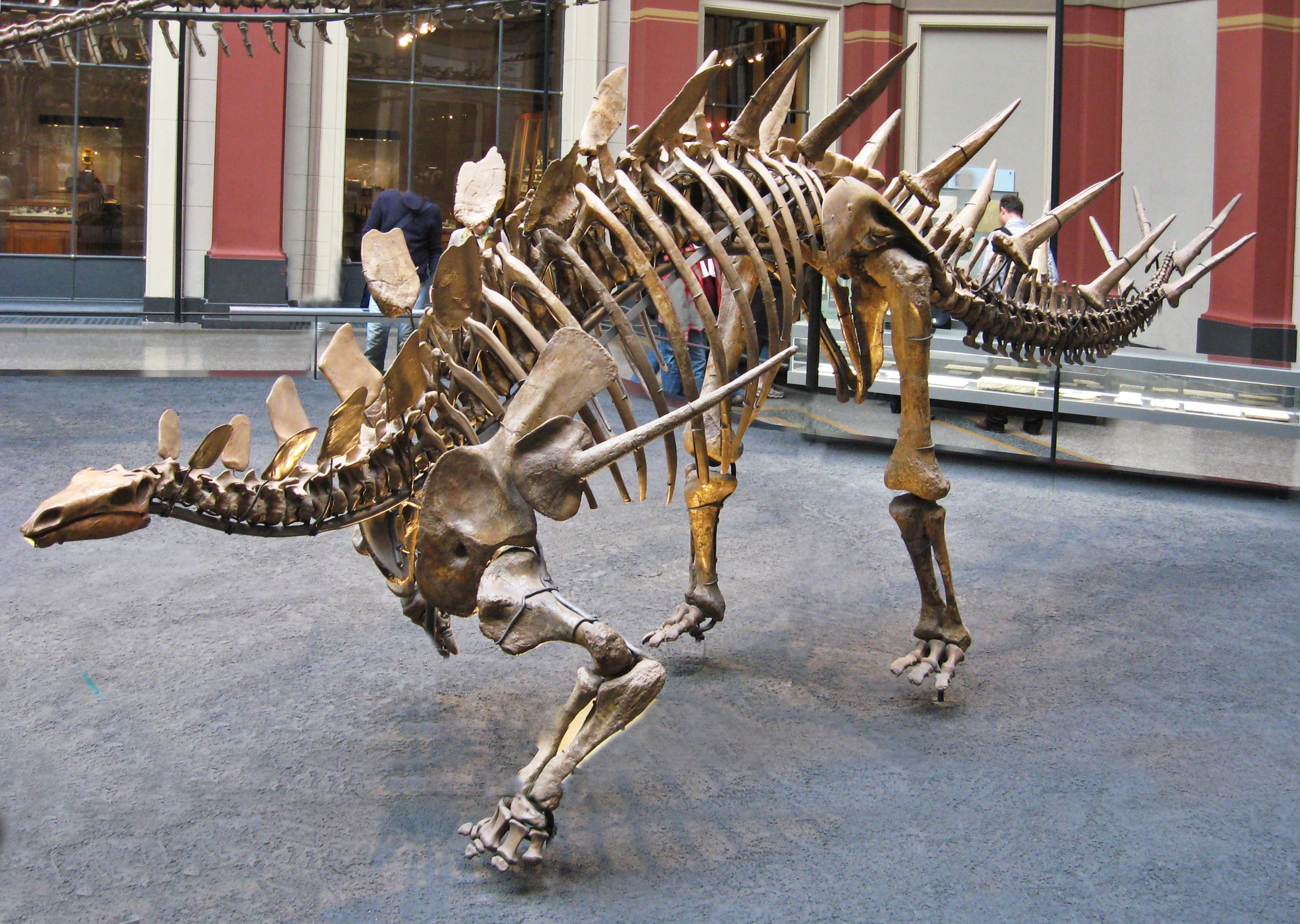
szkielet kentrozaura

- kardiodon (Cardiodon)
- karnotaur (Carnotaurus)
- karongazaur (Karongasaurus)
- kaseozaur (Caseosaurus)
- katartezaura (Cathartesaura)[121]
- Katepensaurus[122]
- kaudipteryks (Caudipteryx)[123]
- Kazaklambia[124]
- kelmajizaur (Kelmayisaurus)
- Kelumapusaura[59]
- kentrozaur (Kentrosaurus)
- kerberozaur (Kerberosaurus)
- Khaan[125]
- Khankhuuluu[126]
- Kholumolumo[127]
- Khulsanurus[128]
- Kileskus[129]
- Kinnareemimus
- Kiyacursor[130]
- klamelizaur
- klaozaur (Claosaurus)
- klasmodozaur (Clasmodosaurus)
- Kol[131]
- Koleken[132]
- kolepiocefal (Colepiocephale)

- koloradizaur (Coloradisaurus)
- kompsognat (Compsognathus)
- kompsozuch (Compsosuchus)
- konchoraptor (Conchoraptor)
- kondorraptor (Condorraptor)[133]
- koparion (Coparion)
- Koreaceratops[134]
- Koreanosaurus[135]
- korytozaur (Corythosaurus)
- Koshisaurus[136]
- Kosmoceratops[137]
- kotazaur (Kotasaurus)
- koutalizaur (Koutalisaurus)
- kraspedodon (Craspedodon)
- kraterozaur (Craterosaurus)
- kriolofozaur (Cryolophosaurus)[138]
- kritozaur (Kritosaurus)
- kryptops (Kryptops)[139]
- kryptowolans (Cryptovolans)
- kryptozaur (Cryptosaurus)
- krystatuzaur (Cristatusaurus)
- ksenoposejdon (Xenoposeidon)[140]
- ksenotarsozaur (Xenotarsosaurus)
- Kukufeldia[141]
- kulceratops (Kulceratops)
- Kulindadromeus[142]
- Kulindapteryx
- Kunbarrasaurus[143]
- Kundurosaurus[144]
- kunmingozaur (Kunmingosaurus)
- Kuru[145]
- Kurupi[146]
- kwantazaur (Qantassaurus)[147]
- kwezytozaur (Quaesitosaurus)
- kwilmezaur (Quilmesaurus)[148]

## L
- labokania (Labocania)[149]
- Laiyangosaurus[150]
- Lajasvenator[151]
- lamaceratops (Lamaceratops)
- lambeozaur (Lambeosaurus)
- lamplugzaura (Lamplughsaura)[152]
- lanazaur (Lanasaurus)

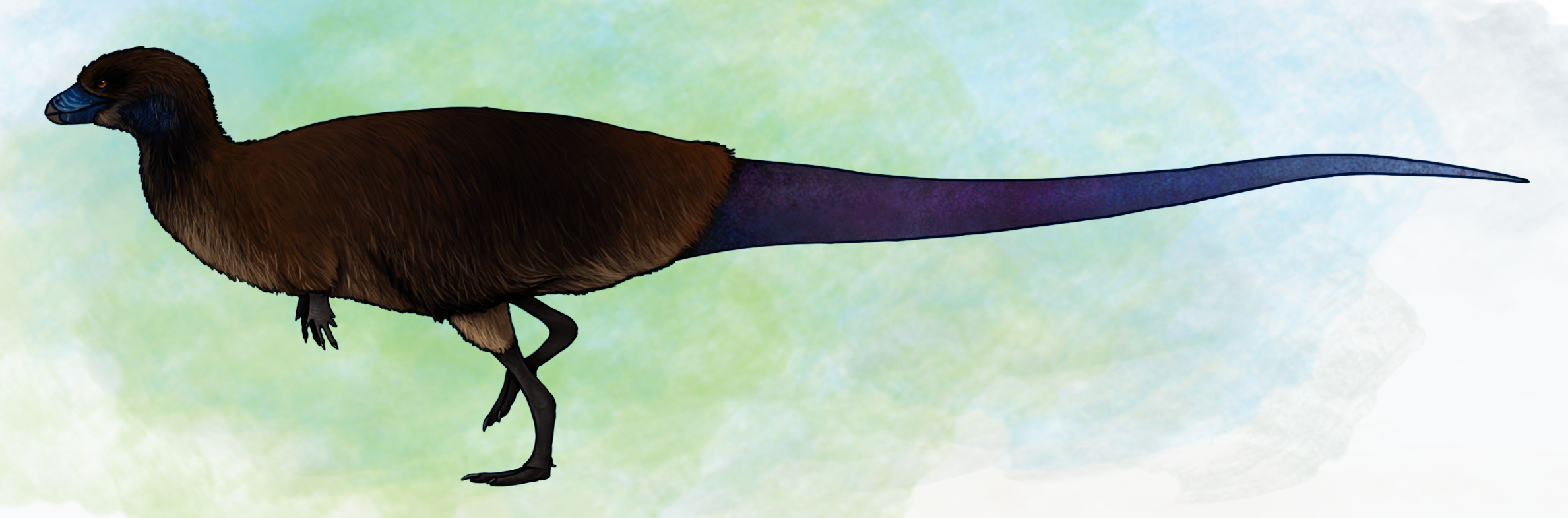
lesotozaury

- „Lancanjiangosaurus” (nomen nudum)

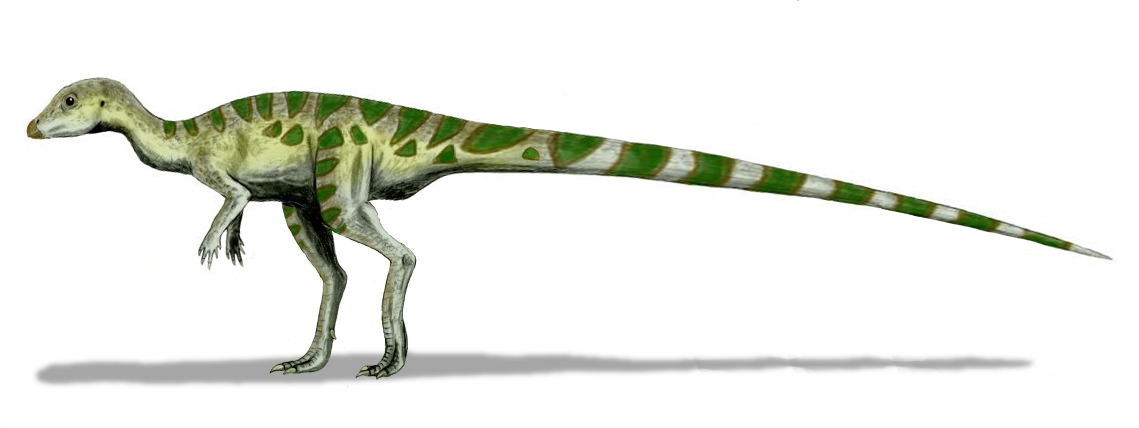
lielynazaura

- Lanzhousaurus[153]
- laozaur (Laosaurus)
- Lapampasaurus[154]
- laparentozaur (Lapparentosaurus)
- laplatazaur (Laplatasaurus)
- Laquintasaura[155]
- Latenivenatrix[156]
- Latirhinus[157]
- Lavocatisaurus[158]
- Ledumahadi[159]
- Leinkupal[160]
- leksowizaur (Lexovisaurus)
- Leonerasaurus[161]
- Lepidocheirosaurus[162]
- Lepidus[163]
- Leptoceratops[164]
- Leptorhynchos[165]
- Leshansaurus[166]
- lesotozaur (Lesothosaurus)[167]
- lessemzaur (Lessemsaurus)[168]
- Leyesaurus[169]
- lewizuch (Laevisuchus)
- Levnesovia
- Liaoceratops[170]
- Liaoningotitan[171]
- liaoningozaur (Liaoningosaurus)
- Liaoningvenator[172]

- lielynazaura (Leaellynasaura)[173]
- ligabino (Ligabueino)[174]
- ligabuezaur (Ligabuesaurus)[175]
- likorin (Lycorhinus)
- liliensztern (Liliensternus)[176]
- limajzaur (Limaysaurus)[177]
- Limusaurus[178]
- Lingwulong[179]
- Lingyuanosaurus[180]
- Linhenykus[181]
- Linheraptor[182]
- Linhevenator[183]
- lirainozaur (Lirainosaurus)
- Lishulong[184]
- Liubangosaurus[185]
- Llukalkan[186]
- loforoton (Lophorothon)
- lofostrof (Lophostropheus)[187]
- Lohuecotitan[188]
- Lokiceratops[189]
- lonkozaur (Loncosaurus)
- lorinanozaur (Lourinanhosaurus)
- lorinazaur (Lourinhasaurus)
- losillazaur (Losillasaurus)
- luanchuanraptor (Luanchuanraptor)
- Lucianovenator[190]
- lufengozaur (Lufengosaurus)
- lukuzaur (Lukousaurus)
- Luoyanggia
- lurduzaur (Lurdusaurus)[191]
- lusotytan (Lusotitan)
- Lusovenator[192]
- luzytanozaur (Lusitanosaurus)
- Lythronax[193]

## M
- Machairasaurus[194]
- Machairoceratops[195]
- Macrocollum[196]
- Macrogryphosaurus[197]
- madziarozaur (Magyarosaurus)
- Magnamanus[198]
- Magnapaulia[199]
- Magnirostris
- magnozaur (Magnosaurus)[78]
- Mahakala[200]
- Mahuidacursor[201]
- Maip[202]
- majazaura (Maiasaura)[203]
- makrurozaur (Macrourosaurus)
- maksakalizaur (Maxakalisaurus)
- Malarguesaurus[204]
- malawizaur (Malawisaurus)[205]
- Malefica[206]
- malejew (Maleevus)
- Maleriraptor[207]
- mamenchizaur (Mamenchisaurus)
- mandżurozaur (Mandschurosaurus)
- Manidens[208]
- Mansourasaurus[209]
- mantellizaur (Mantellisaurus)[210]
- Mantellodon[68]
- mapuzaur (Mapusaurus)[211]
- Maraapunisaurus[212]
- marszozaur (Marshosaurus)[213]
- Martharaptor[214]
- masjakazaur (Masiakasaurus)[215]
- masospondyl (Massospondylus)
- Matheronodon[216]
- mażungazaur (Majungasaurus)
- Mbiresaurus[217]
- Medusaceratops[218]

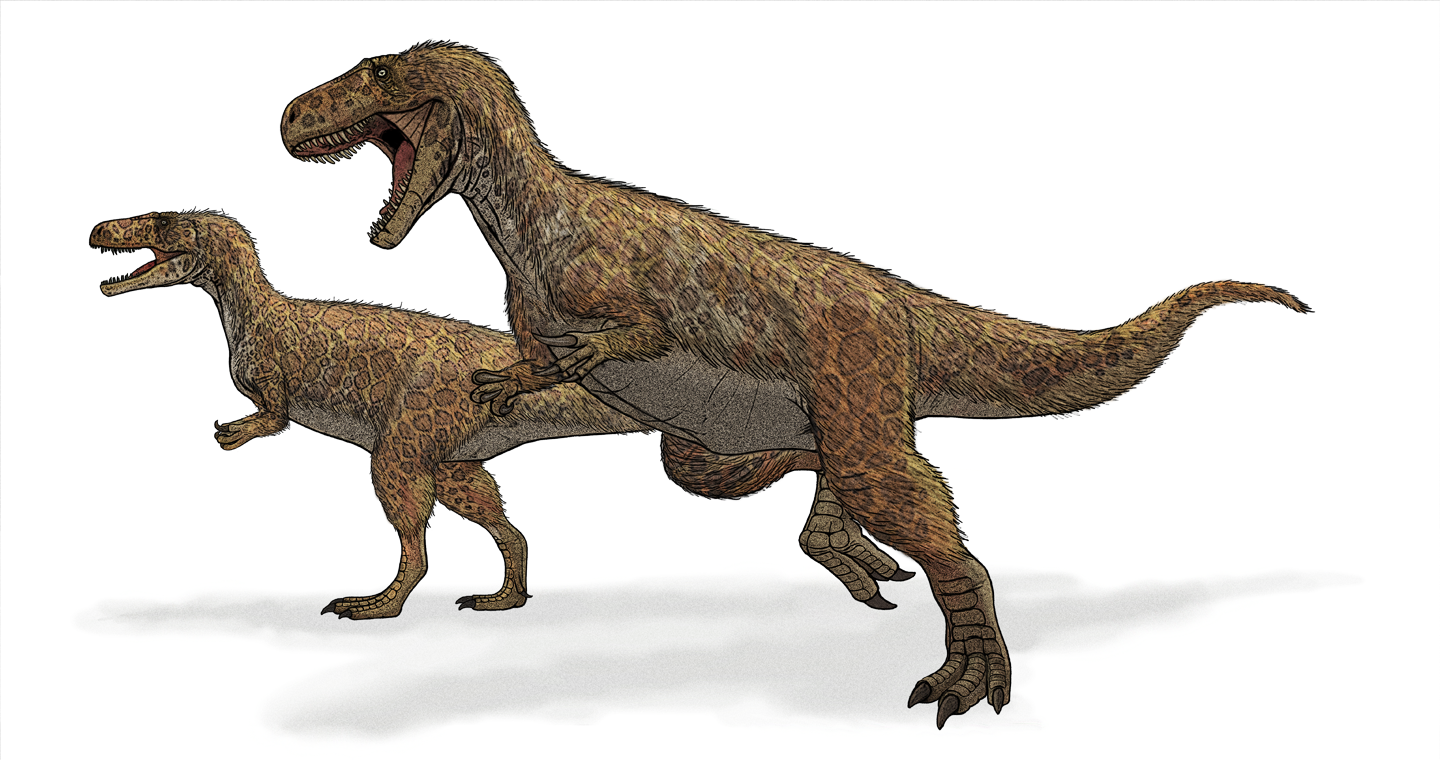
megalozaury

- "megacerwiksozaur" ("Megacervixosaurus" (nomen nudum))
- megalozaur (Megalosaurus)[219]
- megapnozaur (Megapnosaurus)[220][221]
- Megaraptor[222]
- Mei[223]
- melanorozaur (Melanorosaurus)
- mendozazaur (Mendozasaurus)
- Menefeeceratops[224]
- Menucocelsior[225]
- Meraxes[226]
- Mercuriceratops[227]
- Meroktenos[228]
- metriakantozaur (Metriacanthosaurus)[229]
- Mexidracon[230]
- Mierasaurus[231]
- Migmanychion[232]
- mikrocefal (Microcephale)
- mikroceratus (Microceratus)
- "mikrodontozaur" ("Microdontosaurus" (nomen nudum))
- mikrohadrozaur (Microhadrosaurus)
- mikropachycefalozaur (Micropachycephalosaurus)

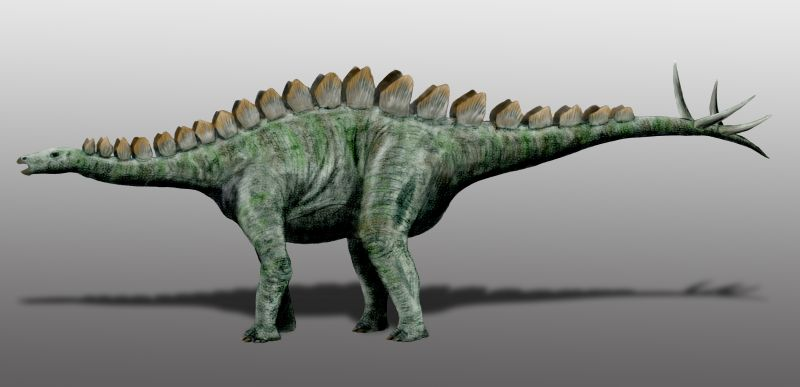
Miragaia

- mikroraptor (Microraptor)[233]
- mikrowenator (Microvenator)[234]
- Minimocursor[235]
- Minmi
- minotaurazaur (Minotaurasaurus)[236]
- Minqaria[237]

- Miragaia[238]
- miriszja (Mirischia)[239]
- Mnyamawamtuka[240]
- Moabosaurus[241]
- Mochlodon[242][243]
- Mojoceratops[244]
- Mongolostegus[245]
- mongolozaur (Mongolosaurus)
- monkonozaur (Monkonosaurus)
- monoklonius (Monoclonius)
- monolofozaur (Monolophosaurus)[246]
- mononyk (Mononykus)
- montanoceratops (Montanoceratops)[247]
- Morelladon[248]
- Moros[249]
- Morrosaurus[250]
- Mosaiceratops[251]
- mujelenzaur (Muyelensaurus)[252]
- Murusraptor[253]
- Musankwa[254]
- muszaur (Mussaurus)
- mutaburazaur (Muttaburrasaurus)[255]
- mymurapelta (Mymoorapelta)[256]

## N
- Nambalia[97]
- nanjangozaur (Nanyangosaurus)[257]
- Nankangia[258]
- nanningozaur (Nanningosaurus)
- nanotyran (Nanotyrannus)
- nanozaur (Nanosaurus)
- nanszjungozaur (Nanshiungosaurus)
- Nanuqsaurus[259]
- Napaisaurus[260]
- Narambuenatitan[261]
- Narindasaurus[262]
- Nasutoceratops[263]
- Natovenator[264]
- Navajoceratops[265]
- Nebulasaurus[266]
- nedkolbertia (Nedcolbertia)
- Nedoceratops
- Neimongosaurus[267]
- nekenraptor (Neuquenraptor)[268]
- nekenzaur (Neuquensaurus)
- nemegtomaja (Nemegtomaia)[269][270]
- Nemegtonykus[271]
- nemegtozaur (Nemegtosaurus)
- Neosodon
- neowenator (Neovenator)[272]
- Nevadadromeus[273]
- Ngwevu[274]
- Nhandumirim[275]
- Niebla[276]
- nigerzaur (Nigersaurus)[113]
- Ningyuansaurus[277]
- Ninjatitan[278]
- niobrarazaur (Niobrarasaurus)
- nipponozaur (Nipponosaurus)
- nkwebazaur (Nqwebasaurus)[279]
- noazaur (Noasaurus)[280]

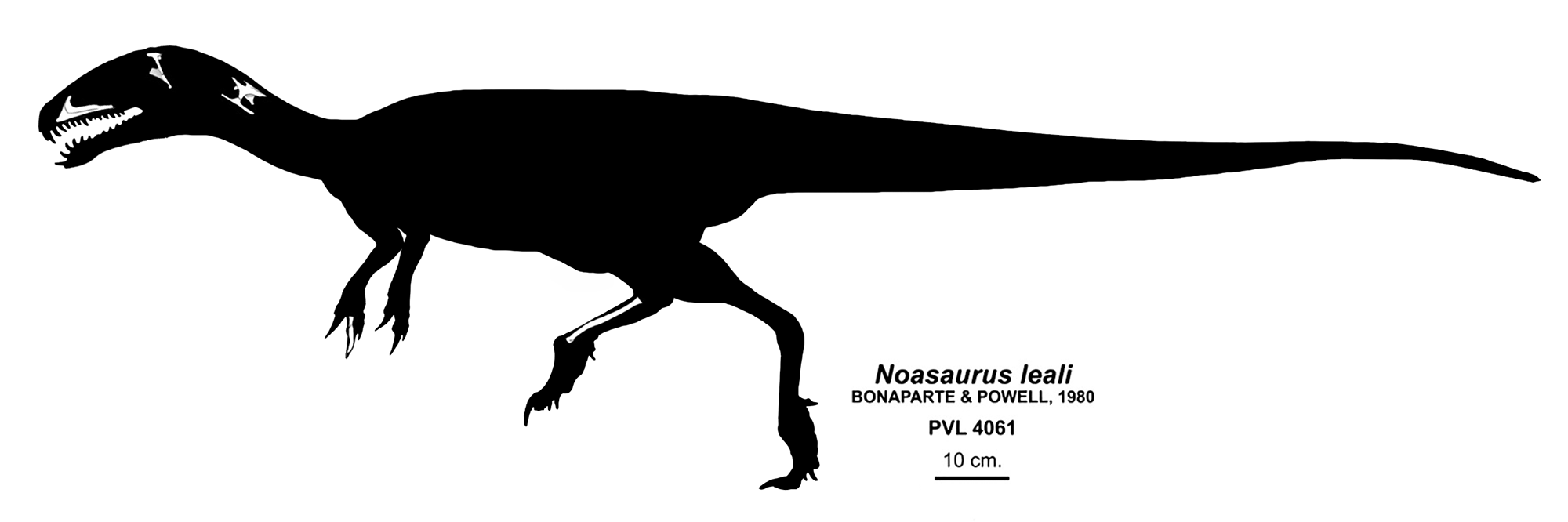
noazaur

- nodocefalozaur (Nodocephalosaurus)[281]
- nodozaur (Nodosaurus)[282]
- nomingia (Nomingia)[283]
- nopcsaspondyl (Nopcsaspondylus)[284]
- Normanniasaurus[285]
- Notatesseraeraptor[286]
- notoceratops (Notoceratops)
- Notocolossus[287]
- notohipsylofodon (Notohypsilophodon)
- notronych (Nothronychus)[288]
- Nullotitan[89]
- nurozaur (Nurosaurus)
- nutetes (Nuthetes)
- Nyasasaurus – dinozaur lub takson siostrzany do dinozaurów

## O
- Obelignathus[289]
- Oblitosaurus[290]
- Oceanotitan[291]
- Ojoceratops[292]
- Ojoraptorsaurus[293]
- Oksoko[294]
- olorotytan (Olorotitan)
- omdenozaur (Ohmdenosaurus)
- omeizaur (Omeisaurus)
- Ondogurvel[295]
- Oohkotokia[296]

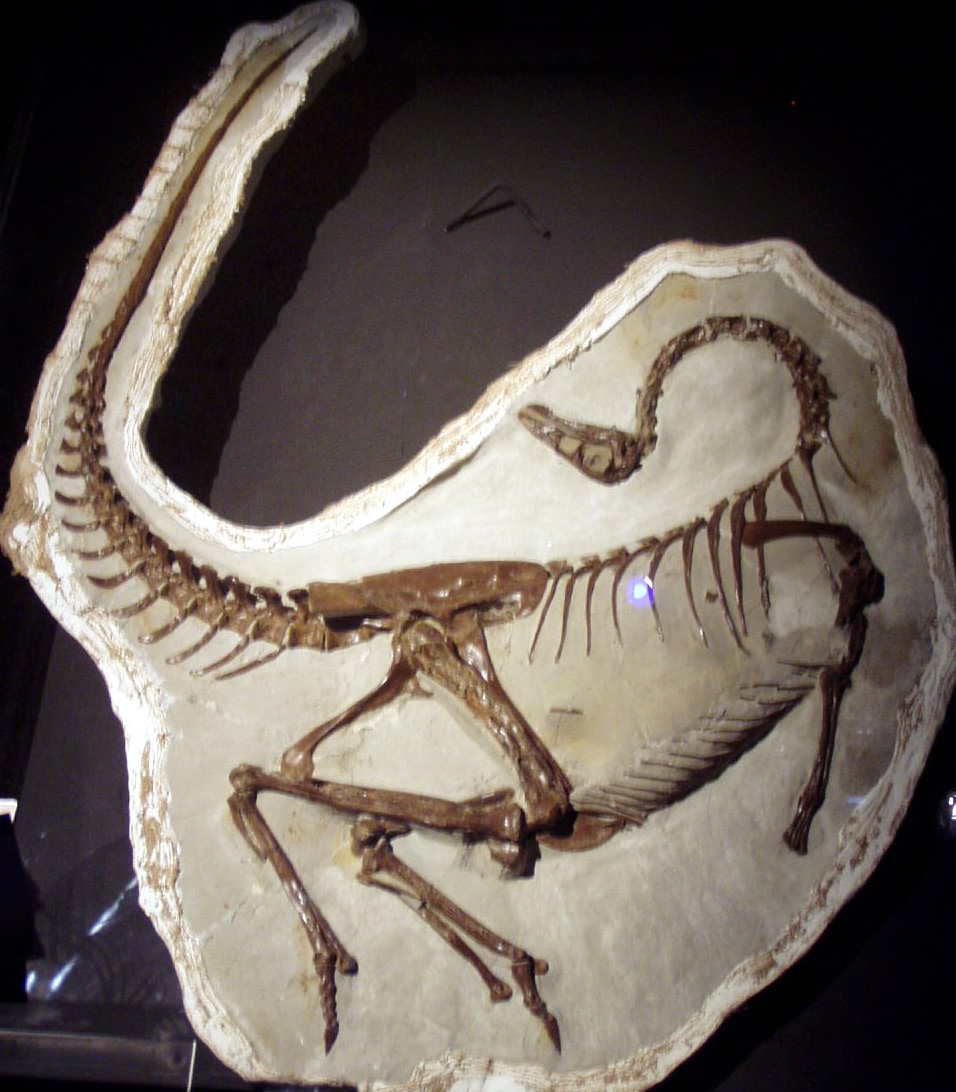
Szkielet ornitomima

- opistocelikaudia (Opisthocoelicaudia)[297]
- orkoraptor (Orkoraptor)[298]
- Ornatops[299]
- ornatotol (Ornatotholus)
- Ornithopsis
- ornitodesm (Ornithodesmus)
- ornitolest (Ornitholestes)
- ornitomim (Ornithomimus)
- ornitomimoid (Ornithomimoides)
- orodrom (Orodromeus)[300]
- ortomer (Orthomerus)
- oryktodrom (Oryctodromeus)[301]
- Osmakasaurus[302]
- Ostafrikasaurus
- Ostromia[303]
- "oszanozaur" ("Oshanosaurus" (nomen nudum))
- otnielia (Othnielia)
- otnielozaur (Othnielosaurus)[304]
- Overoraptor[305]
- Overosaurus[306]
- Owenodon[307]
- owiraptor (Oviraptor)[308]
- Oxalaia[309]
- ozraptor (Ozraptor)